# INTERNET MAGICAL GIRL
『INTERNET MAGICAL GIRL』（インターネット・マジカル・ガール）は、日本の女性アイドルグループ・NANIMONOのメジャー2作目のフルアルバム。2024年10月16日にréveil（テイチクエンタテインメント）からリリースされた。
2023年9月に輪廻ねるが加入した7人体制での最初のフルアルバムであり、リリース前後の2024年6月から12月までの期間、衣装やライブの演出を通して展開された「魔法少女」コンセプトのストーリーを描いている。

## 背景とリリース

### 前作までの活動と新体制
2022年6月にデビューしたNANIMONOは、メンバー全員が「インキャ」を自称し、インキャに寄り添う楽曲を特徴として活動している。ステージデビュー1周年の記念日である2023年6月14日にリリースしたメジャーデビューアルバム『むりなんだがw』では「インキャのための応援ソング集」をコンセプトに掲げた。
1stアルバムリリース後の2023年9月5日に新メンバーとして輪廻ねるが加入したため、本作は輪廻を加えた7人体制での初のフルアルバムとなる。また、輪廻加入後最初のCDリリースであるメジャー1stシングル『インキャのキャキャキャ/オタ恋』から両A面曲「インキャのキャキャキャ」「オタ恋」が収録されている。

### 「魔法少女」コンセプトへの移行
NANIMONOは活動時期により、衣装と合わせてコンセプトやライブにおけるスタンスを変化させている。『インキャのキャキャキャ/オタ恋』リリースを記念し2024年2月から3月まで開催された東名阪ツアー「なにものといっしょ!!」では「教育番組」をコンセプトとしていた。
2024年6月、結成2周年記念公演「NANIMONO 2nd ANNIVERSARY ONEMAN『インキャが世界を救う★ ～なにものといっしょ～』」に先駆けて、同公演でお披露目予定の「魔法少女」をモチーフとした新衣装およびそれを着用したアーティスト写真が公開された。
6月13日にTOKYO DOME CITY HALLで開催された同公演では、NANIMONOが抱いていたネガティヴな気持ちの化身であり、世界を「ツライキモチ」に陥れようと目論む悪役「つらたん」に立ち向かうため、メンバーたちが「魔法少女」へと変身する、というストーリー仕立ての演出が行われ、先述の魔法少女モチーフの衣装への早着替えが披露された。この演出の流れで初披露されたのが本アルバムのタイトル楽曲、リード・トラックの「INTERNET MAGICAL GIRL」である。この曲はライブのアンコールの最後にも改めて演奏された。これを契機として、NANIMONOは「アイドルという魔法で生きづらい世の中と闘う魔法少女」という新たなコンセプトを取り入れた活動を展開していくこととなる。

### リリース
本作のリリース情報は2周年ワンマンライブのアンコール冒頭で「重大発表」として映像で解禁された。同時にアルバムリリースツアーの開催と、ツアーファイナルの会場が豊洲PITであることも発表された。この映像は同日夜に公式Xでも公開された。
9月16日には「魔法少女」衣装でのジャケット写真や収録内容が発表され、9月27日のインターネットサイン会からリリースイベントも始まった。
アルバムは、2024年10月16日に初回限定盤と通常盤の2タイプでリリースされた。

## 制作

### コンセプト
本作のテーマは「インターネット世界の中で魔法少女に憧れる女の子たちの物語『インキャなキミに捧げる応援ソング集』」と設定されている。前作『むりなんだがw』で掲げた「インキャのための応援ソング集」を踏襲しつつも、先述の「魔法少女」設定に基づき、アルバム全体を通して「魔法少女になってから魔法が解けるまでのストーリー」を描くコンセプト・アルバムとしての側面を持っている。

### レコーディング
本作では前作までの「インキャ」を押し出し、叫ぶように歌っていたNANIMONOにはなかった新たな表現を取り入れた楽曲も収録されており、制作スタッフはこれらを「テクニカルな楽曲」であると発言している。例として収録曲「WHITE MUSK」では「囁くように歌ってほしい」というディレクションが行われたり、初のラップパートが盛り込まれている。
この「テクニカル」な楽曲の歌い方に関して、輪廻ねるは、いつも通りの高いテンションで歌ったところ、プロデューサーのこゆびちゃんから「そんな元気はいらないから息で歌って」とディレクションされ、苦戦したと語っている。
反対に、メンバーの柊真ミフユは、「わたし、『インキャのキャキャキャ』のような明るい曲を歌うほうが苦手だったし、これまでのNANIMONOって、明るい元気な楽曲が多かったから、私はあえて元気に歌ってきてたんですね。そのテンションで今回も歌入れをしていたら、曲によって、逆に『もっとテンションを低くして』と言われたくらい。」と語っている。

## 音楽性と歌詞

### アルバム全体について
先述のように、今作では前作までの「インキャ」を押し出した明るい、わかりやすくキャッチーな楽曲群にとどまらず、「カッコいい感じ」の曲や、ウィスパーやラップといった新しい表現を取り入れたテクニカルな楽曲が多くなっている。
メンバーの遊乃ヲユタはインタビューでアルバムを総括して「ギャップ。歌詞は総じて意味は近しいものがあるんですけど、その楽曲によってメンバーのテンション感や使っている言葉の雰囲気が違うので、聴いている側は感情がジェットコースターになるなと思います。」と表現している。これを受けたインタビュアーの宮﨑大輝は、「このアルバムを収録順に聴くだけでもギャップを感じますし、1stフル・アルバムをもう一度聴いてから聴いたら、さらにギャップや成長を感じそうです」と評価している。

### 収録各曲の内容とエピソード

#### 魔法少女SE
ライブのメンバー登場時に使用される楽曲で、「魔法少女」コンセプトでの活動期間のライブのために用意されたものである。歌詞（ナレーション、セリフ）は各メンバー登場時のメンバー紹介になっており、メンバーたちが「魔法少女」になることを表現している。

#### 未確認生物
オリジナルはNANIMONOおよびOTONA CHILD.の総合プロデューサーであるこゆびちゃん（井上結夢）が所属するバンドである雨ノ弱の楽曲である。今作でNANIMONOに引き継がれるにあたり、「NANIMONO仕様」として若干の歌詞の変更が行われている。
この曲の継承の裏話として、従前より雨ノ弱のファンであったメンバーの遊乃ヲユタがこゆびちゃんとタクシーに同乗した際に、冗談で「ヲユ、『未確認生物』がめちゃめちゃ好きなんですよ。NANIMONOにこの曲をください。」と発言したところ、こゆびちゃんが30秒くらい無言になり考え込み、「確かに」と返した、というエピソードが残されている。その後、TOKYO DOME CITY HALLでの2周年ライブで披露する新曲として「未確認生物」が送られてきたため、遊乃は非常に驚いたと語っている。
同ライブでは、メンバーらが「魔法少女」に変身するストーリー演出の直後、新しい物語が始まる後半パートの第1曲目として歌われた。
歌詞は「自分の存在意義に対して思い悩む」内容になっており、従来のNANIMONO楽曲では直接的に使われることのなかったネガティブで棘のある言葉も使われている。また、歌詞にはWikipediaにおける「人間」の定義（人間#人間の特徴と人間論）を参照する箇所がある。

#### INTERNET MAGICAL GIRL
アルバムと同タイトルのリード・トラックである。「魔法少女になれなくたって」と歌いつつ、ネットの世界で輝ける自分になれると背中を押す楽曲である。
メンバーのひなたゆまはこの曲をお薦めの1曲として挙げており、「キラキラな部分よりも陰な部分へ寄り添ってくれる歌詞が多い」と述べている。
ライターの宮﨑大樹は「カラフルでエネルギーに溢れる表題曲」と評している。

#### WHITE MUSK
ウィスパーボイスでの歌唱が取り入れられた、グループとしては新機軸の楽曲である。また、初めてラップ・パートが盛り込まれた。
輪廻ねるはレコーディングで苦戦した曲としてこの曲を挙げている。一方で遊乃ヲユタの場合は1テイク目が採用されている。遊乃曰く、従来の楽曲での個性の強い変な歌い方はNANIMONOに入ってから矯正されたもので、「WHITE MUSK」のような楽曲での歌唱が遊乃自身の本来の歌い方である。

#### 404
読みは「not found」である。
ライターの長澤智典はこの曲を「カラフルな音の色を放ちながら躍動するキラキラな楽曲」と表現している。また、宮﨑大樹は「インキャの面目躍如」と評している。
歌詞はひたすら「足りないないないない」と繰り返すネガティブな内容である。歌い出しを務める47774（しいなななし）はそのパートの「あー、なんかもう飽きたな 人生ゲーム 何周目?」という歌詞が「まさに自分のこと」であり、お薦めの1曲であるとしている。遊乃によれば「超歌詞がペラい」（薄っぺらい）曲であるが、そのような曲の方が「歌詞に共感した」と言われることが多いという
楽曲はTOKYO DOME CITY HALLの2周年ワンマンライブで初披露された。

#### 顔面コンプ期
顔面にコンプレックスを抱く主人公を描いた暗い歌詞の楽曲。輪廻ねるは「暗いし、コンプレックスもあるし、憂鬱な気持ちもあるけど、可愛くなりたいから努力して頑張ろうっていう私の気持ちにもすごいぴったり合ってるし、ファンの方にも“すごく共感できる”って言っていただける」として推しの1曲に挙げている。
ライターの冬将軍は、この楽曲の現代社会における位置づけを「《あの子の顔になりたい》と、多くの者が1度は思ったことがあるだろうコンプレックスをキュートに歌う。現代における若者の代弁者としての、新しいアイドルの存在がここにある。」と評している。

#### インキャのキャキャキャ
歌詞は「ノシ」や「オワタ／(^o^)＼」などの平成のインターネット・ミームを多用しながら、「ヲタク」、「インキャ」であることを全肯定する内容となっている。
ひなたゆまは歌詞について「"バーチャルの世界を生きる人たち"みたいにわたしたちのことを書いてもらっています」と述べ、描かれる関係性が「今風のアイドルとヲタクのあり方」であると語っている。

#### 死ぬまで眠りたい
メンバー眠岸ぷりんの一推し曲であり、眠岸曰く「NANIMONO全員が大共感」「“ザ・社不”の歌」である。「各種支払い多すぎない?」という歌詞について、メンバー全員が実際に自宅の水道、電気、ガスが支払い漏れにより止まった経験を持っている。
この曲の作詞は、NANIMONOの楽曲等でナレーションを提供している声優でもある二ノ宮市丸が担当している。

#### オタ恋
音楽性は「ミドル＆メロウなバラード」である。
歌詞はアイドルに恋するオタクの心情を表現したもので、一聴した印象では「素敵なバラード」に聞こえる一方で、歌詞に注目すると「普通の恋愛の曲ではない」「なんか様子がおかしい」楽曲となっている。
眠岸ぷりんによればこの曲は海外ファンに大人気であり、その理由を「たぶん意味がわからないから。向こうの方からしたら、ヲタクとアイドルとの感動的な恋愛の曲になってるんじゃないですかね。」と分析している。

#### Hello,world
デビュー1周年記念公演であるKT Zepp Yokohamaでのワンマンライブで初めて披露された楽曲。当時は輪廻ねるの加入前であり、今作で初めて7人体制バージョンでの音源化となった。
再録にあたり既存メンバーの歌割りも一部変更されており、「独りぼっちの星にはもう戻れないけど…」という歌詞は紫苑りんかの歌割りとなっているが、これは紫苑がかつて、こゆびちゃんがプロデュースしたアイドルグループ「lonely planet」（「独りぼっちの星」の意）に所属していたことに因むものである。紫苑はこの曲をお薦めの一曲として挙げている。
歌詞には1周年当時までの楽曲のタイトルが鏤められている。

#### After CInDErella
正統派の冬バラードである。レコーディングにあたっては、プロデューサーのこゆびちゃんから各メンバーへ「NANIMONOが解散して、3年後に楽しかった思い出を浮かべて歌って」という趣旨のディレクションが行われた。
歌詞は表題曲「INTERNET MAGICAL GIRL」とリンクする、ストーリーの終幕として書かれた内容になっており、「魔法が解けてしまったあと」を描いている。
「CInDErella」の不自然な大文字部分を拾うと「CIDE」（殺すこと、殺す者の意味の接尾辞）になっており、これには、アルバムリリースツアー『魔法少女になれなかった』のファイナル公演（豊洲PIT）で「魔法少女」コンセプト期間を終え、「インキャがインキャらしく生きるためにインターネットのダークサイドから来た」「アサシン」という次のコンセプトへ移行することを暗示する意味が込められていた。
楽曲は同ツアーファイナルで初めてライブ・パフォーマンスされた。

## 評価

### 批評
音楽ライターの冬将軍はPop'n'Rollのメンバーインタビューにあたり、今作を「“魔法少女”をテーマにした同作には、多彩な楽曲が収められ、彼女たちの魅力がさらに深化。アイドルとしての成長も証明した充実作となった。」と評価している。
音楽ライターの宮﨑大樹はSkream!のディスクレビューで、「インキャのフィルターを通す形で、本作のコンセプトである"魔法少女"を描き出した快作」と評価した。
音楽ライターの長澤智典は同じくSkream!のディスクレビューで、今作の持つ意義を「本作には、駄目な自分を謳歌し、背中を押す歌を多く収録。同時にどの楽曲にも、踏み出すことで新たな視点で未来が開けることも示している。今のままで満足するのか、それとも違う自分の可能性を見ようとするのか。それを審判するアルバムだ。」と位置付けている。

### ファンによる受容
今作で示された新たな音楽性はファンに好意的に受け入れられ、また従来の作品とは異なる深みやネガティブさを持った歌詞はリスナーの共感を集めた。
眠岸ぷりんは、本作への反響について「インキャのキャキャキャ」みたいな、いわゆる意味がなさそうな曲たちよりも、最初の頃のゆったりめの曲が好きで聴いてくれてたファンの方が、今回のアルバムを聴いて大歓喜してました。“俺が聴きたかったのはこういう曲なんだよ！”みたいな人がいっぱいいましたね。」と明かしている。

### チャート成績
- オリコン週間アルバムチャート最高19位[2]
- Billboard JAPAN Top Albums Sales 19位[3]
- Billboard Japan Hot Albums 24位[4]

## アートワーク
初回限定盤ジャケットは「アイドルという魔法で生きづらい世の中と闘う魔法少女」を表現した「魔法少女」衣装の写真、通常盤ジャケットはメンバーをアニメキャラクターとして描いたイラストになっている。

## 収録内容
初回限定盤のみに付属するDVDには
上述の「教育番組」から「魔法少女」コンセプトへの転換点となった結成2周年記念公演「NANIMONO 2nd ANNIVERSARY ONEMAN『インキャが世界を救う★ ～なにものといっしょ～』」（TOKYO DOME CITY HALL）から「ジャージは戦闘服★」「INTERNET MAGICAL GIRL」の映像が収録されている。
| #   | タイトル                   | 作詞         | 作曲                 | 編曲    |
| --- | -------------------------- | ------------ | -------------------- | ------- |
| 1.  | 「魔法少女SE」             | こゆびちゃん | こゆびちゃん、杉原亮 | 杉原亮  |
| 2.  | 「未確認生物」             | こゆびちゃん | こゆびちゃん、杉原亮 | 杉原亮  |
| 3.  | 「INTERNET MAGICAL GIRL」  | こゆびちゃん | こゆびちゃん、杉原亮 | 杉原亮  |
| 4.  | 「WHITE MUSK」             | こゆびちゃん | こゆびちゃん、杉原亮 | 杉原亮  |
| 5.  | 「404」                    | こゆびちゃん | 山田巧               | 山田巧  |
| 6.  | 「顔面コンプ期」           | こゆびちゃん | Agasa.K              | Agasa.K |
| 7.  | 「インキャのキャキャキャ」 | こゆびちゃん | こゆびちゃん、杉原亮 | 杉原亮  |
| 8.  | 「死ぬまで眠りたい」       | 二ノ宮市丸   | 杉原亮               | 杉原亮  |
| 9.  | 「オタ恋」                 | こゆびちゃん | こゆびちゃん、杉原亮 | 杉原亮  |
| 10. | 「Hello,world」            | こゆびちゃん | ノナメハルカ         | 杉原亮  |
| 11. | 「After CInDErella」       | こゆびちゃん | こゆびちゃん、杉原亮 | 杉原亮  |

| #  | タイトル                                                            | 作詞 | 作曲・編曲 |
| -- | ------------------------------------------------------------------- | ---- | ---------- |
| 1. | 「ジャージは戦闘服★（LIVE @ TOKYO DOME CITY HALL 2024.6.13）」      |      |            |
| 2. | 「INTERNET MAGICAL GIRL（LIVE @ TOKYO DOME CITY HALL. 2024.6.13）」 |      |            |
| 3. | 「2周年記念 スペシャル撮り下ろしインタビュー」                      |      |            |

## ミュージック・ビデオ
本作収録曲のうち、「INTERNET MAGICAL GIRL」、「未確認生物」「死ぬまで眠りたい」はミュージック・ビデオ（MV）が制作されている。また、「インキャのキャキャキャ」「オタ恋」もシングルリリース時に既にMVが制作されていた。
「Hello, world」は楽曲がお披露目された当時にMVが制作されているが、上述の通り輪廻ねる加入前の6人体制でレコーディング・映像撮影されたものであり、本アルバムのバージョンとは異なる。
「未確認生物」のMVは雨ノ弱の原曲と同じ監督（Naoki Takeyama）が制作し、リンクする表現も多く盛り込まれている。

## リリースツアー
リリース翌月の2024年11月から、アルバムを携えて全国10都市11公演を周るリリースツアー「NANIMONO 2nd ALBUM RELEASE TOUR 『魔法少女になれなかった』」が開催された。
このツアーはメンバーの地元凱旋ツアーという側面を持っており、1周年ワンマンライブ（KT Zepp Yokohama）他既によくライブを行なっていた神奈川県の出身である柊真ミフユを除いて、メンバー全員の出身地でライブを開催した（出身地との対応は後述のリストを参照）。
47774は療養のためツアー開始前から活動休止状態にあったが、ツアーファイナルを目前に控えた12月3日に脱退が発表され、グループは豊洲PIT公演を6人体制で迎えることとなった。ツアーファイナルのセットリストはアルバムの曲順の再現になっており、「After CInDErella」が初めてパフォーマンスされた。
NANIMONO 2nd ALBUM RELEASE TOUR 『魔法少女になれなかった』
- 11月2日 - 青森Quater（ひなたゆま凱旋）
- 11月3日 - 札幌SPiCE
- 11月9日 - 宇都宮HEAVEN’S ROCK VJ-4（紫苑りんか・輪廻ねる凱旋）
- 11月10日 - 高崎CLUB Jammers（眠岸ぷりん凱旋）
- 11月16日 - 広島SIX ONE Live STAR（47774凱旋）
- 11月17日 - 福岡DRUM Be-1（遊乃ヲユタ凱旋）
- 11月23日 - 沖縄Cyber-Box
- 11月24日 - 沖縄Cyber-Box
- 11月29日 - 名古屋E.L.L.
- 12月1日 - 大阪GORILLA HALL
- 12月13日 - 豊洲PIT（ツアーファイナル）

## クレジット

### レコーディング
- ミックス・エンジニア - 江頭SKYWALKER（Unlimited Sound Works） / 浦 千晃（Unlimited Sound Works）
- レコーディング・スタジオ - OMNIBUS LIGHT STATION
- レコーディング・エンジニア & コーディネーター - Ryo Sugihara（Idio't-FACTORY）
- マスタリング・エンジニア - Takeo Kira（TEMAS） / 江頭SKYWALKER(Unlimited Sound Works) / 浦 千晃(Unlimited Sound Works)

### 「INTERNET MAGICAL GIRL」アーティスト写真
アーティスト写真製作
- 衣装製作 - 成田あやの
- 魔法ステッキ・コンパクト製作 - Mymy
- 撮影 - 菅沼剛弘
- ヘアメイク - 稲田あい子・大田葵
- デザイン・総合プロデュース - こゆびちゃん

### ミュージック・ビデオ制作
「INTERNET MAGICAL GIRL」
- Movie Producer - 小川健二郎（StudioBe）
- Director - 松内桃子（StudioBe）
- Movie Editor - 松内桃子（StudioBe）
- Camera Crew - 小川健二郎、小松裕紀、松内桃子、村田憲治、松永浩一（StudioBe）
- Hair makeup - 稲田あい子、甲斐七海（Mk.9）
- 振付 - らん

「未確認生物」
- Director & Camera & Editor - Naoki Takeyama（LimitMakerFilm）
- Lighting Director (Studio) - Hiroyuki Shiraishi（PROGRESSO）
- Lighting Assistant (Studio) - Kanoho Ueda（PROGRESSO）
- Lighting (Location) - Taichi Ishihara（pingset）
- Camera Assistant - Seiichiro Kitamura
- Assistant Editor - Mizuki Kato（LimitMakerFilm）
- Production Assistant - Mizuki Kato（LimitMakerFilm）,Narushi Takeda
- Producer - Shiho Kondo（LimitMakerFilm）
- Production - LimitMakerFilm
- Hair makeup - 大田葵（Mk.9）、甲斐七海（Mk.9）
- 振付 - らん

「死ぬまで眠りたい」
- Ilust & Video - 雨宮 沙月
- Excutive Producer - こゆびちゃん

インキャのキャキャキャ
- 撮影 - こゆびちゃん (OTONA CHILD.)
- エディター - GENKIPANMAN (OTONA CHILD.)
- 振付 - らん
- 照明 - Ryoto Emori（Breath inc.）

「オタ恋」
- Excutive Producer - こゆびちゃん（OTONA CHILD.）
- Light - Ryoto Emori
- 振付 - がじらまるせいあ
- Music Video Production - NAIFF Entertainment inc. / crap dolly
- Director & Color Grading - 萩原諒亮（NAIFF Entertainment inc.）
- 1st Camera & Edit & Lyric Motion & VFX - 黒川優一（crap dolly）
- 2nd Camera - 内海稔（NAIFF Entertainment inc.）
- Camera Crew - 伊藤大 / 岩川和幹 / 中山龍士